# Comme le feu
Comme le feu (dt.: „Wie Feuer“, internationaler Festivaltitel: Who by Fire) ist ein Spielfilm von Philippe Lesage aus dem Jahr 2024. Das Drama handelt von einem filmbegeisterten Jugendlichen, der einen Urlaub mit der Familie seines bestens Freundes in einer abgelegenen Blockhütte verbringt. Die kanadisch-französische Koproduktion wurde Mitte Februar 2024 bei der 74. Berlinale uraufgeführt und wurde mit dem Großen Preis der Internationalen Jury für den Besten Film in der Sektion Generation 14plus ausgezeichnet.

## Handlung
Der 17-jährige Jeff wird von der Familie seines besten Freundes Max eingeladen, mit ihnen einige Zeit in der abgeschiedenen Blockhütte des Filmregisseurs Blake Cadieux zu verbringen. Jeff ist ein großer Bewunderer von Cadieux. Außerdem ist er heimlich in Max’ ältere Schwester Aliocha verliebt. Während seines Aufenthalts durchlebt der sensible Jugendliche intensive Emotionen. Auch wird er Zeuge, wie sich toxische Machtdynamik auf eine Gruppe von Erwachsenen auswirkt. Cadieux, den Jeff sich als möglichen Mentor auserkoren hat, erweist sich nicht als das erhoffte Vorbild.

## Hintergrund
Comme le feu ist der dritte Spielfilm des preisgekrönten kanadischen Regisseurs und Drehbuchautors Philippe Lesage, der seine Karriere ursprünglich als Dokumentarfilmer begann. Sein vorangegangener Jugendfilm Genesis (2018) mit Noée Abita, Théodore Pellerin und Pier-Luc Funk in den Hauptrollen war unter anderem auf den Festivals von Montreal und Valladolid ausgezeichnet worden.
Erneut arbeitete Lesage nach Genesis mit der Filmproduzentin Galilé Marion-Gauvin für das kanadische Unternehmen Unité Centrale zusammen. Comme le feu entstand in Koproduktion mit Thomas Ordonneau von der französischen Firma Shellac Sud. Ebenfalls finanziell am Projekt beteiligt waren unter anderem die zum Kulturministerium Québecs gehörende Société de développement des entreprises culturelles (SODEC), Telefilm Canada sowie Radio-Canada und der Streamingdienst Crave. Um den internationalen Vertrieb kümmert sich das Unternehmen Be for Films.
Für die Dreharbeiten wurde Balthazar Lab als Kameramann ausgewählt. Für den Schnitt vertraute Lesage auf Mathieu Bouchard-Malo, der dieselbe Aufgabe auch bei Genesis übernommen hatte.

## Veröffentlichung
Die Weltpremiere von Comme le feu fand am 17. Februar 2024 bei den Internationalen Filmfestspielen Berlin in der Sektion Generation 14plus statt.

## Auszeichnungen
- 2024: Großer Preis der Internationalen Jury für den Besten Film der Sektion Generation 14plus, 74. Internationale Filmfestspiele Berlin[6]